# Suite España
De Spaanse componist Isaac Albéniz componeerde in 1890 de Suite España voor piano. Deze suite – ook wel Seis hojas de álbum (zes albumbladen) genoemd - beleefde zijn première in Londen, waar Albéniz in die periode vaak vertoefde. Later is deze compositie ook voor gitaar bewerkt, onder meer door Andres Segovia.
Het werk kenmerkt zich door een gelijkmatige aandacht voor melodie en begeleiding, die in deze suite verschillende vormen aannemen. Het is de kunst voor een pianist deze subtiele verbinding tussen melodie en begeleiding te behouden, zonder de begeleiding een tweede plaats toe te kennen.
De Suite España bevat nog niet de sterke samenhang tussen de delen zoals in zijn meesterwerk Iberia, dat Albéniz van 1906 tot 1909 voltooide, maar het lijkt de opmaat te zijn tot dit werk. Vormt Iberia een reis langs steden en delen van Spanje, Suite España is een reis langs diverse muziek- en dansvormen.

## Delen van de suite
De Suite España bevat de volgende delen:
- Preludio
- Tango
- Malagueña
- Serenata
- Capricho catalán
- Zortzico

• Het eerste deel Preludio, begint - zoals dat hoort bij een prelude -, als een inleiding op de rest van de suite. Een prachtige melodie, hier en daar nog wat verkennend, maar toch als een duidelijke aankondiging van wat komen gaat. Opvallend is, dat het laatste akkoord van Preludio mooi aansluit op het tweede deel van de suite.
• Het volgende deel Tango, is feestelijke muziek eigen aan de tango. Tango wordt ook dikwijls apart van de hele suite gespeeld. Het is dan ook het meest gespeelde deel van de suite. Er zijn niet erg veel pianisten, die Tango volledig tot zijn recht laten komen. De kunst is namelijk, elegantie en voornaamheid te laten klinken, zonder de sfeer van bravoure op te roepen, waar menigeen zich toe laat verleiden.
• Het derde deel Malagueña vormt een volkomen tegenstelling aan wat eraan voorafging. Malagueña is een van de traditionele stijlen van de flamenco. Dit deel van de suite roept onmiddellijk een Spaanse sfeer op, waarbij zowel in de melodie als in de begeleiding een bijna volkomen gelijke verdeling aanwezig is.
• Het volgende deel, met de titel Serenata - een niet eenvoudig te spelen muziekstuk -, is ook weer muziek, die met de nodige elegantie en aandacht gespeeld moet worden, aangezien er bij te veel routine de prachtige lijnen in de melodie verloren gaan.
• Het volgende deel, met de titel Capricho catalán legt veel nadruk op de melodie die wordt ondersteund door de linkerhand met een paar noten. Het is een levendig muziekstuk, dat heel plezierig overkomt.
• Het laatste deel Zortzico, een Baskische dans, kondigt onmiddellijk de melodielijn aan, die verder het hele stuk zonder veel variaties gehandhaafd blijft. Af en toe geeft de linkerhand een wat dromerig antwoord. Zortzico vormt een waardig besluit van Albéniz’ reis langs de muziek- en dansvormen.